# Académie des beaux-arts de Munich
Pour les articles homonymes, voir Académie des beaux-arts et Akademie der Bildenden Künste.
L'académie des beaux-arts de Munich (en allemand : Akademie der Bildenden Künste München, ABKM), connue également sous le nom d’académie de Munich, a été fondée en 1808 par Maximilien Ier de Bavière à Munich sous le nom d'« Académie royale des beaux-arts » (Königliche Akademie der Bildenden Künste).

## Historique
En 1946, l'académie fusionne avec les écoles d'« artisanat d'art » et des « arts appliqués ».
Le 26 octobre 2005, un nouveau bâtiment dessiné par Coop Himmelb(l)au est inauguré à proximité de l'ancien, construit entre 1874 et 1887 dans le style Renaissance vénitienne par Gottfried von Neureuther (de).

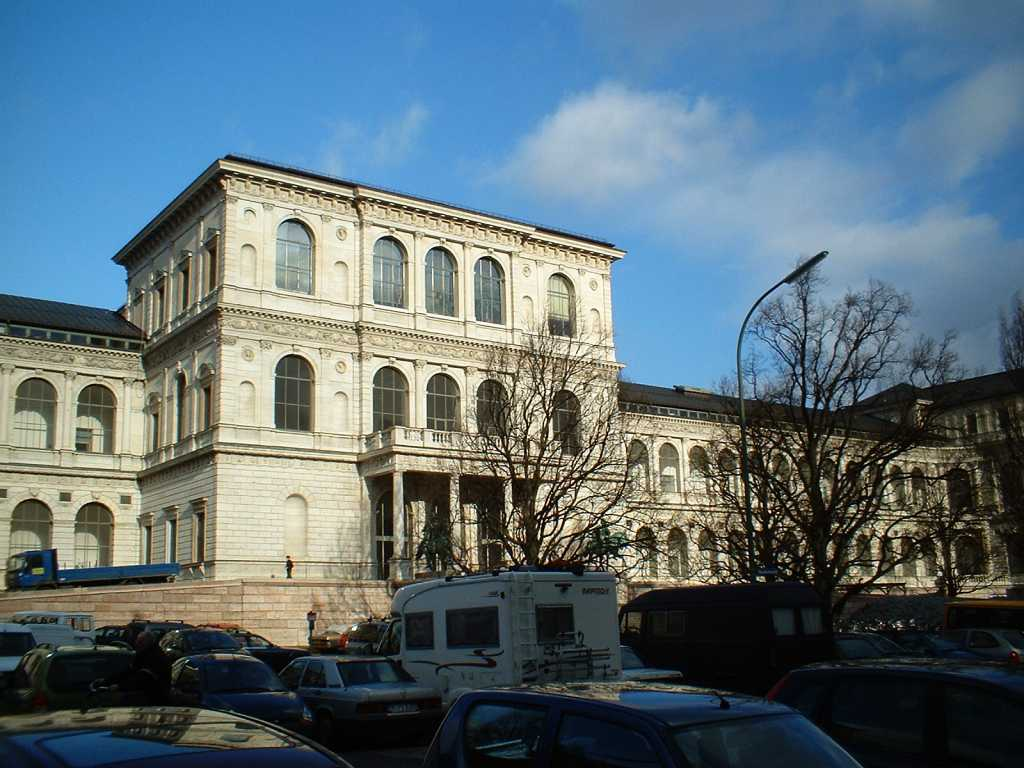
Académie des beaux-arts de Munich.
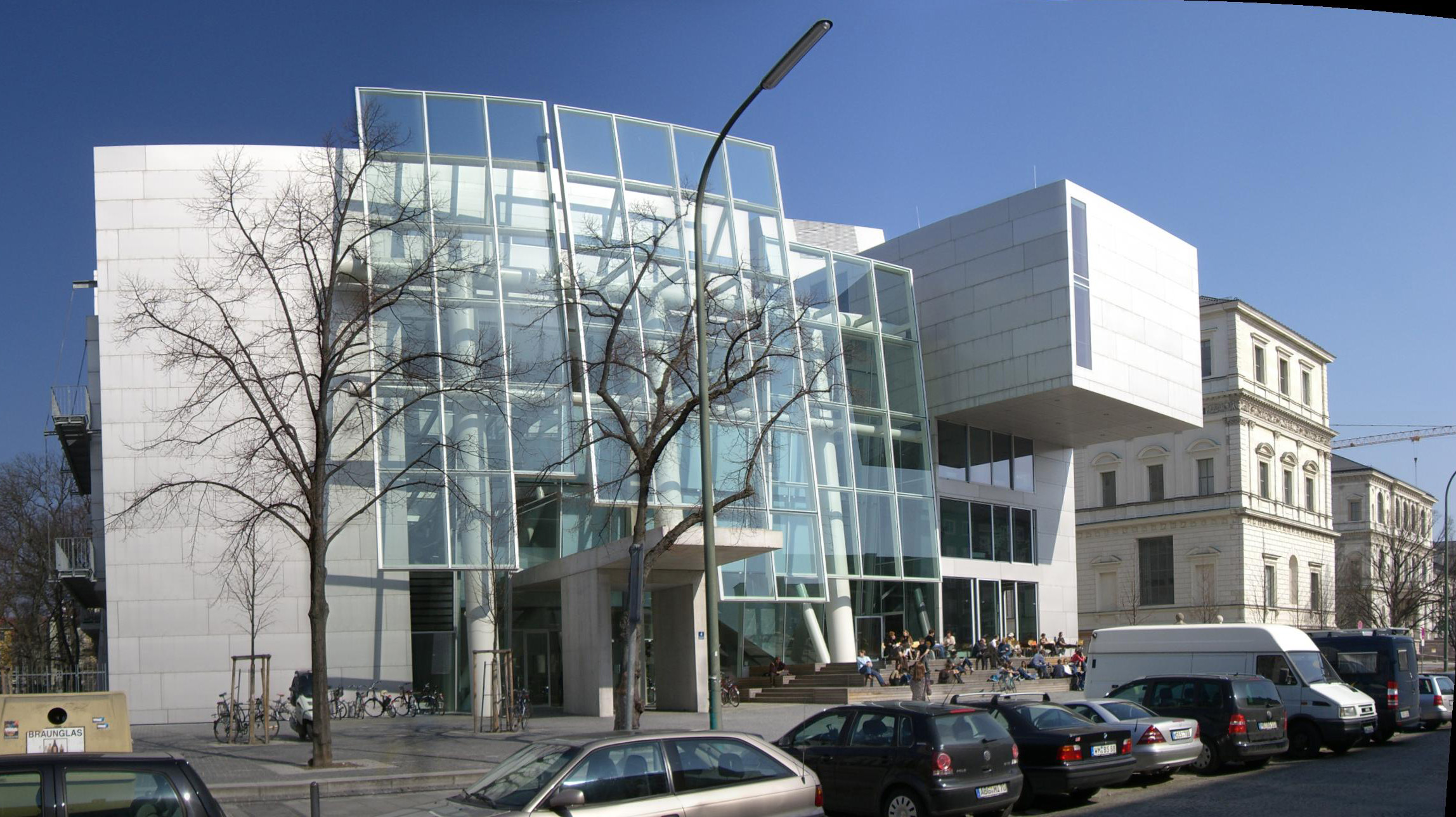
Le nouveau bâtiment signé de Coop Himmelb(l)au.

## Étudiants et professeurs célèbres
- Franz Ackermann (1984-1988)
- Lawrence Alma-Tadema
- Hale Asaf (1905-1938)
- Robert Auer
- Ignat Bednarik (en)
- Gyula Benczúr
- Jean-Edouard de Castella (1901)
- Lovis Corinth (1880–1884)
- Peter von Cornelius
- Wilhelm von Diez (1871-1907)
- Max Ebersberger
- Henri Epstein
- Ludwig Eberle
- Martin Feuerstein
- Lothar Fischer (de) (1952–1958)
- Joseph Flüggen (1842-1906)
- Josef Gold (1840-1922)
- Otto Greiner (1988–1991)
- Nikolaos Gysis (1886-1901)
- Hermann Helmer (de)
- Peter von Hess
- Franz Hinterholzer (1851-1928)
- Schang Hutter (1954-1961)
- Elena Khmeleva (1992)
- Theodor Kittelsen
- Léon Hornecker (1883-1888)
- Jörg Immendorff (1984–1985)
- Vassily Kandinsky
- Elena Khmeleva
- Heinrich Kirchner
- Paul Klee (1900)
- Alfred Kubin (1899)
- Richard Lindner (1925–1927)
- Franz von Lenbach
- Ștefan Luchian
- Richard Luksch
- Franz Marc (1900–1903)
- Vadym Meller
- Willy Meller (de)
- Otto Mueller
- Carl Moser
- Elisabet Ney (1981–1989)
- Markus Oehlen
- Fritz Osswald (1897-1901)
- Cornelia Paczka-Wagner (1863-1930)
- Eduardo Paolozzi (1981–1989)
- Bruno Paul
- Sergius Pauser (de) (1919–1924)
- Níkos Perákis (1944-)
- Karl von Piloty
- Fritz Rehm (1871-1928)
- Karel Reisner (1868-1913)
- Richard Riemerschmid (1888–1890)
- Franz Roubaud (1856-1928)
- Carl Saltzmann (de) (1896- )
- Josef Kaspar Sattler (1867-1931 )
- Johann Gottfried Steffan (de)
- Friedrich Schlichtegroll
- Carl Ernst von Stetten
- Ludvík Strimpl
- Franz von Stuck
- Pál Szinyei Merse
- Yoshi Takahashi (de) (1966–1969)
- Willi Tannheimer (1940-)
- Adolf Teichs (1812-1860)
- Mattis Teutsch
- Nicolae Tonitza
- Wilhelm Trübner
- Joseph Uhl (1899)
- Albert Váradi
- Lascăr Vorel
- Jan Voss (1955-1959)
- Robert Weissenbacher (2004-2011)
- August Weizenberg (1837-1921)
- Bernhard Wiegandt (1881-1883)
- Herbert Wernicke
- Anna Witt
- Joseph Zehrer (1982-1988)